# إلياس إيليا
إلياس إيليا هو لاعب كرة قدم قبرصي، ولد في 6 نوفمبر 1985 في ليماسول في قبرص. لعب مع أريس ليماسول.

## وصلات خارجية
- إلياس إيليا على موقع قاعدة بيانات كرة القدم.إي يو (الإنجليزية)
- إلياس إيليا على موقع Soccerway.com (الإنجليزية)